# Chicago's 30
Chicago's 30 es un videojuego del tipo arcade realizado por la compañía española de videojuegos Topo Soft en 1988 para los ordenadores de 8 bits Sinclair ZX Spectrum, MSX, CPC y para el ordenador de 16 bits Atari ST. Fue publicado en el resto de Europa por U.S. Gold.
En el juego se maneja a un Elliot, un policía que se dedica a limpiar las calles de Chicago de gánsters de los años 30 de las típicas películas del género de Al Capone. A lo largo de 4 fases bien diferenciadas: el puerto, las afueras, la ciudad y, por último, el almacén clandestino, armado con su Thompson especial y granadas, Elliot deberá dar cuenta de todos los mafiosos de la ciudad. En la segunda y tercera fase, el protagonista aparece dentro de un coche que le proporciona cierta seguridad contra las balas enemigas pero de duración limitada. También los gánsters utilizan coches en ciertas ocasiones siendo de esta manera más difícil eliminarlos.
Técnicamente el juego cumplía las expectativas de la época, achacándole una cierto grado de dificultad. 
Fue incluido en el pack Erbe 88. 
La ambientación de cine era reflejada de manera que la acción discurría en una sala de proyección, donde se veían la gente que estaba viendo la supuesta película y éstos representaban la cantidad de vidas que quedaban a modo de marcador original.

## Autores
- Programa: José Manuel Muñoz Pérez (C64 Pablo Toledo Cota)
- Gráficos: Roberto Potenciano Acebes (C64 Antonio M Romero Guerra)
- Música: César Astudillo (Gominolas)
- Portada: Alfonso Azpiri.

título del enlace